# Nave San Rocco
Nave San Rocco är en ort och frazione i kommunen Terre d'Adige i provinsen Trento i regionen Trentino-Sydtyrolen i Italien. 
Nave San Rocco upphörde som kommun den 1 januari 2019 och bildade med den tidigare kommunen Zambana den nya kommunen Terre d'Adige. Den tidigare kommunen hade 1 401 invånare (2018).